# Annette Murschetz
Annette Murschetz (* 11. Juli 1967 in München) ist eine deutsch-österreichische Bühnenbildnerin und Illustratorin, die zurzeit in Wien lebt.

## Leben
Die in München aufgewachsene Tochter des Zeichners und Kinderbuchautors Luis Murschetz hat die deutsche und die österreichische Staatsbürgerschaft. Sie studierte an der Akademie der Bildenden Künste in Wien bei dem Bühnenbildner Erich Wonder. Ihr Diplom erwarb sie 1991. Von 1987 bis 1992 arbeitete sie auch als Wonders Assistentin.
Ihre ersten eigenen Bühnenbilder entwarf Annette Murschetz 1992 für das Schauspielhaus Graz („Die Zofen“ und Marc Günthers Inszenierung von „Herzog Theodor von Gothland“). Seitdem ist sie freiberuflich an den bekanntesten Schauspiel- und Opernhäusern im deutschsprachigen Raum wie auch in Amsterdam, Barcelona, Brüssel und London tätig. Immer wieder arbeitet sie mit Regisseuren wie Alfred Kirchner, Jürgen Flimm oder Andrea Breth zusammen, aber auch mit Dirigenten wie Simon Rattle und Nikolaus Harnoncourt, der nicht zuletzt die akustische Brauchbarkeit ihrer Bühnenbilder für die Oper schätzte.
Von 1996 bis 1999 übernahm Annette Murschetz einen Lehrauftrag in der Meisterklasse von Erich Wonder an der Wiener Akademie der Bildenden Künste.
Seit 2006 arbeitet Annette Murschetz regelmäßig mit dem Regisseur Martin Kušej zusammen, mit dem sie neben zahlreichen Produktionen am Münchner Residenztheater und Marstall auch diverse Opernproduktionen wie zum Beispiel für das Royal Opera House Covent Garden oder das Festival d’Aix-en-Provence gestaltete.
Seit 2018 ist sie Professorin für Bühnengestaltung an der Universität für Musik und darstellende Kunst Graz.
Neben ihrer Bühnentätigkeit illustriert Annette Murschetz Bücher für den Diogenes-, Hanser-, Sanssouci- und Heyne Verlag.

## Über die Arbeit von Annette Murschetz
„Ein Traumschiff ist im Burgtheater gelandet. Ein kleiner, schmaler, dunkler Nachen. Hoch droben hängt er wie auf der Kippe einer gefrorenen Welle, die sich als ein schmaler, dünner Grat sanft zum Boden schwingt, als teile das Bühnenbild von Annette Murschetz die Welt in Sphären. Hinter dem Grat Tag, Wachheit, Wirklichkeit. Vor ihm Nacht, Schlaf, Traum. Genau auf der Kippe das Boot, dessen Konturen auch wirken wie die Abdruckränder eines großen Mundes, der vom Himmel gefallen die Erde geküßt haben könnte.“
(Gerhard Stadelmaier, FAZ, 30. April 2001, über „Käthchen von Heilbronn“)
„Annette Murschetz’ Bühnenbild schafft Atmosphäre, gibt den Figuren buchstäblich Raum für Tiefe.“
(Ulrich Weinzierl, Die Welt, 23. Dezember 2002 über „Emilia Galotti“)
„Um das zu beschreiben, womit Andrea Breth und ihre Mitarbeiterin Annette Murschetz . . . einen einzigen Augenblick aufladen, müsste man Flaubert heissen. Jedes Detail hat, ohne sich als Symbol wichtig zu machen, seinen Sinn; die Summe ergibt eine kompakte Dichte.“
(Barbara Villiger Heilig, Neue Zürcher Zeitung, 29. November 2004 über „Die Katze auf dem heißen Blechdach“)

## Bühnenbilder (Auswahl)
- 1997: „Harrys Kopf“ von Tankred Dorst – Thalia Theater (Hamburg), Regie Jürgen Flimm[3]
- 1999: „Manon Lescaut“ von Giacomo Puccini – Oper Frankfurt, Regie Alfred Kirchner, Dirigent Paolo Carignani[4]
- 2000: „Die See“ von Edward Bond – Akademietheater (Wien), Regie Andrea Breth[5]
- 2001: „Käthchen von Heilbronn“ von Heinrich von Kleist – Burgtheater (Wien), Regie Andrea Breth[6]
- 2001 und 2008: „Tristan und Isolde“ von Richard Wagner – Oper Amsterdam, Regie Alfred Kirchner, Dirigent Simon Rattle[7]
- 2002: „Emilia Galotti“, von Gotthold Ephraim Lessing – Akademietheater (Wien), Regie Andrea Breth, Berliner Festspiele[8]
- 2003: „Viva la Mamma“ von Gaetano Donizetti – Sächsische Staatsoper Dresden, Regie Alfred Kirchner, Dirigent Massimo Zanetti[9]
- 2003: „Die Großherzogin von Gerolstein“ von Jacques Offenbach – Styriarte Graz und Opernhaus Zürich (2004), Regie Jürgen Flimm, Dirigent Nikolaus Harnoncourt[10]
- 2004: „Die Katze auf dem heißen Blechdach“ von Tennessee Williams – Burgtheater Wien, Regie Andrea Breth[11]
- 2005: „Carmen“ von Georges Bizet – Styriarte Graz, Regie Andrea Breth, Dirigent Nikolaus Harnoncourt[12]
- 2005: „L’incoronazione di Poppea“ von Claudio Monteverdi – Opernhaus Zürich, Regie Jürgen Flimm, Dirigent Nikolaus Harnoncourt[13]
- 2006: „Zur schönen Aussicht“ von Ödön von Horváth – Deutsches Schauspielhaus Hamburg, Regie Martin Kušej[14]
- 2008: „Motortown“ von Simon Stephens – Akademietheater (Wien), Regie Andrea Breth[15]
- 2008: „The Rake’s Progress“ von Igor Strawinski – Theater an der Wien[16] und Opernhaus Zürich (2009), Regie Martin Kusej, Dirigenten Nikolaus Harnoncourt (Wien), Thomas Adès (Zürich)
- 2009: „Der zerbrochne Krug“ von Heinrich von Kleist – RuhrTriennale Essen, Regie Andrea Breth[17]
- 2010: „Katja Kabanowa“ von Leoš Janáček – Théâtre Royal de la Monnaie[18] (Brüssel) und Staatsoper Berlin (2014)[19], Regie Andrea Breth
- 2010: „Peggy Pickit“ von Roland Schimmelpfennig – Deutsches Theater Berlin, Bregenzer Festspiele und Cuvilliestheater München, Regie Martin Kusej[20]
- 2012: „Die bitteren Tränen der Petra von Kant“ von Rainer Werner Fassbinder – Marstall-Theater München, Regie Martin Kusej[21]
- 2013: „Der Rosenkavalier“ von Richard Strauss – Vlaamse Opera Antwerpen[22], Regie Christoph Waltz
- 2013: „John Gabriel Borkmann“ von Henrik Ibsen – Schauspiel Frankfurt, Regie Andrea Breth[23]
- 2014: „In Agonie“ von Miroslav Krleža – Residenztheater München, Regie Martin Kusej[24]
- 2014: „Der Hausmeister“ von Harold Pinter – Residenztheater München, Regie Andrea Breth[25]
- 2014: „Idomeneo“ von Wolfgang Amadeus Mozart – Royal Opera House Covent Garden London, Regie Martin Kusej, Dirigat Marc Minkowski[26]
- 2015: „Jagdszenen aus Niederbayern“ von Martin Sperr – Münchner Kammerspiele, Regie Martin Kusej[27]
- 2015: „Entführung aus dem Serail“ von Wolfgang Amadeus Mozart – Festival d`Aix en Provence, Regie Martin Kusej, Dirigat Jeremie Rhorer[28]
- 2016: „Luci mie traditrici“ von Salvatore Sciarrino – Koproduktion Staatsoper Berlin/Teatro Comunale di Bologna, Regie Jürgen Flimm, Dirigat David Coleman[29][30]
- 2016: „Iwanow“ von Anton Tschechow – Residenztheater München, Regie Martin Kušej[31]
- 2017: „Phädras Nacht“ von Albert Ostermaier – Residenztheater München, Regie Martin Kušej[32]
- 2017: „Sadko“ von Nikolaj Rimski-Korsakov, Regie Daniel Kramer, Dirigat Dimitri Jurowski[33]
- 2017: „Disgraced“ von Ayad Akhtar – Teatro Stabile Torino, Regie Martin Kušej[34]
- 2018: „Don Karlos“ von Friedrich Schiller, Regie Martin Kušej[35]
- 2019: „La Bohème“ von Giacomo Puccini, Regie Daniel Kramer, Dirigat Kristiina Poska[36][37]
- 2020: „Das Leben ein Traum“ von Pedro Calderón de la Barca, Regie Martin Kušej[38]

## Auszeichnungen
- 1991: Mit dem Diplom den Preis für besondere künstlerische Leistungen des Bundesministeriums für Wissenschaft und Kunst.
- 2003: Hein-Heckroth-Bühnenbildpreis (Förderpreis)
- 2013: Nestroy-Theaterpreis für die beste Ausstattung 2013 ("In Agonie" am Residenztheater München).